# Campeonato Europeo de Vóley Playa de 2022
El XXX Campeonato Europeo de Vóley Playa se celebró en Múnich (Alemania) entre el 15 y el 21 de agosto de 2022 bajo la organización de la Confederación Europea de Voleibol (CEV) y la Federación Alemana de Voleibol.
Las competiciones se realizaron en un estadio construido temporalmente en la Königsplatz de la ciudad alemana.
Los jugadores de Rusia y Bielorrusia fueron excluidos de este campeonato debido a la invasión rusa de Ucrania.

## Calendario
| FP | Fase preliminar | 1/16 | Dieciseisavos de final | 1/8 | Octavos de final | 1/4 | Cuartos de final | 1/2 | Semifinales | F | Finales |

| Agosto de 2022   | 15 Lun | 16 Mar | 17 Mié | 18 Jue     | 19 Vie    | 20 Sáb | 21 Dom  |
| ---------------- | ------ | ------ | ------ | ---------- | --------- | ------ | ------- |
| Torneo masculino | —      | FP     | FP     | 1/16       | 1/8       | 1/4    | 1/2 y F |
| Torneo femenino  | FP     | FP     | FP     | 1/16 y 1/8 | 1/4 y 1/2 | F      | —       |

## Medallistas
| Evento            | Oro                                         | Plata                                              | Bronce                                   |
| ----------------- | ------------------------------------------- | -------------------------------------------------- | ---------------------------------------- |
| Masculino (21.08) | David Åhman · Jonatan Hellvig · Suecia      | Ondřej Perušič · David Schweiner · República Checa | Anders Mol · Christian Sørum · Noruega   |
| Femenino (20.08)  | Tīna Graudiņa Anastasija Kravčenoka Letonia | Nina Brunner · Tanja Hüberli · Suiza               | Katja Stam · Raïsa Schoon · Países Bajos |

## Medallero
| Núm. | País            | Oro | Plata | Bronce | Total |
| ---- | --------------- | --- | ----- | ------ | ----- |
| 1    | Letonia         | 1   | 0     | 0      | 1     |
| 1    | Suecia          | 1   | 0     | 0      | 1     |
| 3    | República Checa | 0   | 1     | 0      | 1     |
| 3    | Suiza           | 0   | 1     | 0      | 1     |
| 5    | Noruega         | 0   | 0     | 1      | 1     |
| 5    | Países Bajos    | 0   | 0     | 1      | 1     |
|      | TOTAL           | 2   | 2     | 2      | 6     |